# Gérôme Pouvreau

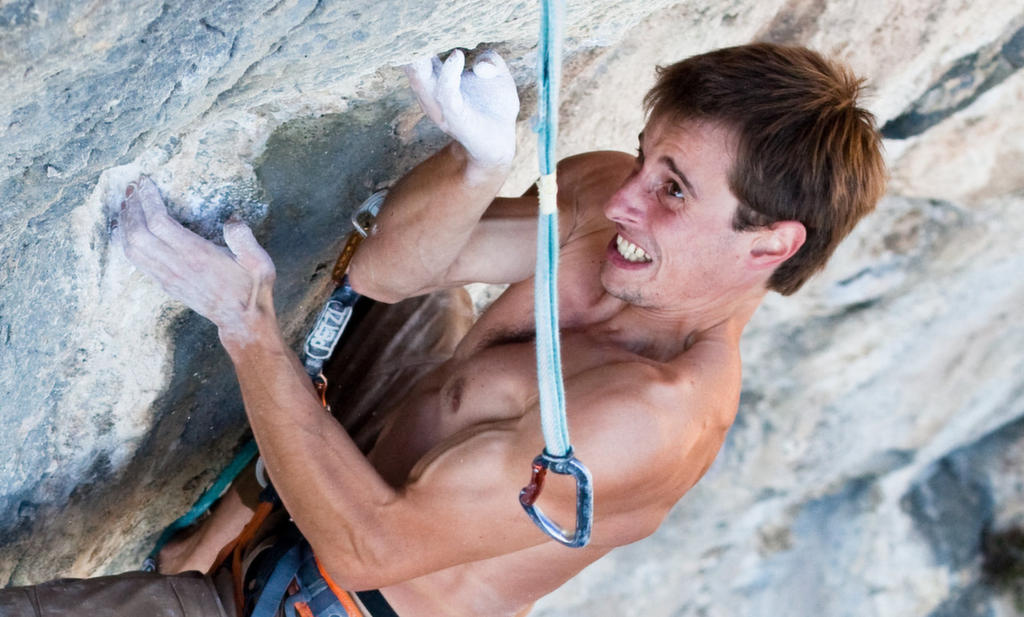
Gérôme Pouvreau na naturalnej ścianie wspinaczkowej w prowadzeniu.

Gérôme Pouvreau (ur. 26 października 1983 w Pertuis w departamencie Vaucluse) – francuski wspinacz sportowy. Specjalizował się w boulderingu, prowadzeniu oraz we wspinaczce klasycznej. Mistrz świat we wspinaczce sportowej w konkurencji prowadzenie z 2001 oraz wicemistrz z 2005 w boulderingu.

## Kariera sportowa
W 2001 w szwajcarskim Winterthurze wywalczył tytuł mistrza świata we wspinaczce sportowej w prowadzeniu. W 2005 w niemieckim Monachium zdobył brązowy medal na mistrzostwach świata we wspinaczce sportowej w konkurencji boulderingu.

## Osiągnięcia

### Mistrzostwa świata
| Konkurencje  | 2001 | 2003 | 2005 | 2007 | 2009 |
| Bouldering   | —    | —    | 3    | 37   | 12   |
| Prowadzenie  | 1    | 9    | —    | —    | —    |
| Wsp. na czas | —    | —    | —    | 29   | —    |